# Iveco 159
L'IVECO 159 est un camion polyvalent mi-lourd, porteur ou tracteur de semi-remorques, fabriqué par le constructeur italien IVECO de 1977 à 1983.
Ce véhicule a remplacé les Fiat Iveco 150 et Fiat 160. Il sera aussi assemblé en France, dans l'usine UNIC de Trappes et en Allemagne, pour le marché local, dans les ex usines Magirus-Deutz.
Sa dénomination, assez peu courante dans la galaxie Fiat-IVECO est due à la volonté de bien marquer la différence avec le précédent Fiat 160 et la future gamme IVECO 160.
Cette série a connu un grand succès auprès des petits transporteurs, essentiellement dans le domaine du bâtiment et des travaux publics. Homologué en Italie pour un PTC de 16 tonnes, nombre de carrossiers industriels lui ont ajouté un essieu autodirecteur à l'arrière pour porter son PTC à 20 tonnes conformément au code de la route italien. En France, Allemagne et Suisse, la version tracteur a été largement commercialisée pour le transport de colis volumineux. Il pouvait disposer d'un PTRA jusqu'à 28 tonnes selon le pays. Cette version ne sera pas diffusée en Italie à cause de la faible puissance du moteur alors que le code de la route italien impose un ratio de 8 ch par tonne.
Rappel des charges transportées autorisées par le code de la route italien apparu en 1976 :
- 18 t sur un 4x2 normal, 20 t pour un 4x2 de chantier,
- 24 t pour un porteur 6x2,
- 30 t pour un 6x4 normal, 33 t pour un véhicule chantier homologué "mezzo d'opera",
- 36 t pour un 8x4 normal, 40 t pour un véhicule de chantier "mezzo d'opera",
- 44 t pour un train routier type 6x2/2 pour le porteur et idem pour la remorque, comme pour un semi-remorque avec un tracteur en 4x2 et 3 essieux dont un essieu simple autodirectionnel sur la semi.
- 56 t pour un semi homologuée de chantier "mezzo d'opera".

Ces capacités de transport sont assorties d'une contrainte : disposer d'une puissance de 8 ch par tonne transportée, d'où la fameuse barre des 352 ch pour respecter ce minimum 44 tonnes x 8 ch/t = 352 ch.
Il sera remplacé en 1983 par l'IVECO 160 pour couvrir la tranche mi-lourde de transport de 16/18 tonnes.

## Le FIAT-IVECO 159 en synthèse

### 1resérie1977-1981 - version 159.17/.20
Cette première série se distingue par la marque FIAT au centre du véhicule, au-dessus de la calandre et le logo IVECO "I" au centre de la calandre. La cabine est de type "H" fixe.
Le moteur est le fameux et très robuste 6 cylindres en ligne Fiat 8220-02 de 9 572 cm3 de cylindrée développant 201 ch DIN à 2 600 tr/min. En France, pays où la puissance n'a jamais été un vrai critère, une version à 177 ch a été commercialisée.
Le PTC est de 16 tonnes mais ramené à 15,95 tonnes dans certains pays pour éviter une taxe poids lourds.
Sur les marchés français, allemand et suisse, une version tracteur a été distribuée disposant d'un PTRA de 25 à 28 tonnes selon les pays.

### 2de série 1983-1987 - version 159.20/.24
Cette seconde série se distingue par la marque IVECO figurant au centre de la calandre et le logo "FIAT" en bas à gauche de la calandre. Les versions UNIC et Magirus disposent des mêmes emplacements de leurs emblèmes. La cabine est de type "H" basculante.
Le moteur est toujours le fameux et très robuste 6 cylindres en ligne Fiat 8220-02 de 9 572 cm3 de cylindrée développant 201 ch DIN à 2 600 tr/min. En Italie, pays où la puissance a toujours été un vrai critère de choix, une version 159.24 à 240 ch a été commercialisée et exportée.
Dans cette seconde version, on note une évolution de la cabine de type "H" qui est basculante à l'image des gros porteurs Fiat 170/190.

## SERIE mi-lourde 160
| Modèle                                  | Années de production | Type moteur                   | Cylindrée cm3 | Puissance ch DIN | PTC en tonnes |
| --------------------------------------- | -------------------- | ----------------------------- | ------------- | ---------------- | ------------- |
| Fiat 160 NR                             | 1975 - 1982          | Fiat 8210-22                  | 13.698        | 260              | 14,0 - 30,0   |
| Fiat IVECO 150.17 NC - NR & NT (Italie) | 1976 - 1977          | Fiat 8360-03                  | 8.101         | 169              | 15,0 - 21,0   |
| Fiat-IVECO 159.20 NC - NR & NT (Italie) | 1977 - 1979          | Fiat 8220-02                  | 9.572         | 201              | 15,0 - 25,0   |
| Unic-IVECO 159.17                       | 1977 - 1981          | Fiat 8220-02                  | 9.572         | 177              | 16,0 - 25     |
| Fiat-IVECO 159.20                       | 1977 - 1981          | Fiat 8220-02                  | 9.572         | 201              | 16,0 - 28,0   |
| IVECO 159 F20                           | 1981 - 1983          | Fiat 8220-22                  | 9.572         | 201              | 16,0 - 28,0   |
| IVECO 159 F24                           | 1981 - 1983          | Fiat 8220-22                  | 9.572         | 240              | 16,0 - 28,0   |
| IVECO 160                               | 1983 - 1990          | Fiat 8220-22                  | 9.572         | 240              | 18,0 - 30,0   |
| Fiat 160 Argentina                      | 1983 - 1986          | Fiat 8280-22                  | 10.308        | 210              | 16,0          |
| Fiat-IVECO 150 Turbo Argentina          | 1986 - 1996          | Fiat 8060.25.A.595            | 5.861         | 210              | 18,0 - 40,0   |
| IVECO Eurocargo                         | 1990 - 2010          | Fiat 8060.45B / FPT F4AE0681D | 5.861 / 5.880 | 210 / 250        | 18,0 - 40,0   |
| IVECO Tector                            | 2010 - 20xx          | FPT F4AEE681F                 | 5.880         | 250              | 18,0 - 40,0   |